# 匈雅提城堡
匈雅提城堡（Huniade Castle）是位於羅馬尼亞城市蒂米什瓦拉的一座城堡。匈雅提城堡修建於1443年至1447年期間，現在作為一座博物館對公眾開放。

## 外部連結
45°45′11.43″N 21°13′37.55″E / 45.7531750°N 21.2270972°E